# ビル・ビドウィル
ウイリアム・“ビル”・ヴォーゲル・ビドウィル（William Vogel Bidwill Sr,  1931年7月31日 - 2019年10月2日）は、アメリカ合衆国の実業家。NFL・アリゾナ・カージナルス前オーナー。1962年から兄弟のチャールズ・ビドウィル・ジュニアと共同オーナー、1972年より単独オーナーとなった。

## 経歴
イリノイ州シカゴ出身の彼はジョージタウン・プレパラトリー・スクールを卒業後、アメリカ海軍で1956年まで過ごした。ジョージタウン大学を卒業後、数ヶ月前にカージナルスが移転したセントルイスに移った。
彼の父親のチャールズ・ビドウィルはカージナルスがシカゴにあった時代の1932年からオーナーを務め1947年、その年チームがNFLチャンピオンシップゲームに優勝する目前に亡くなった。その後、彼の母親のバイオレットがレイ・ベニングセンとチームの運営を行った。彼女は1949年にセントルイスのビジネスマン、ウォルター・ウォルフナーと結婚した。1960年にバイオレットはチームをセントルイスへ移転、1962年に母親が亡くなった際、彼はチャールズと共同オーナーとなり1972年にはチームの経営権を買い取り単独オーナーとなった。
彼がオーナーとなってからの40年以上に渡る期間、チームはプレーオフにわずか5回しか出場できず、ドン・コリエルヘッドコーチに率いられた1974年、1975年にはNFC東地区優勝を果たし、1976年、チームは10勝4敗の好成績ながらプレーオフを逃した。
長年チームは低迷しブッシュ・スタジアムに変わる新スタジアム建設を市当局が拒絶したため1987年シーズン終了後、チームをアリゾナ州フェニックスに移転させた。
彼は長年、選手との高額契約を結ぼうとせず、1998年、ビンス・トービンヘッドコーチに率いられたチームは51年ぶりにプレーオフでダラス・カウボーイズを相手に勝利をあげたが、彼と息子のマイケルは3人のベテラン選手、ローマス・ブラウン、ラリー・センターズ、ジャミア・ミラーとの再契約を結ばなかった。またトービンコーチによればドラフト上位指名選手との契約がなかなかまとまらず、トレーニングキャンプをホールドアウトする新人選手が続出しシーズン開幕まで十分な準備ができなかったという。また本拠地であるサンデビル・スタジアムが9月の始めには暑く、開幕戦をホームで開催することができなかった。
2000年11月新スタジアムの建設に合意がなされ、建設費4億5500万ドルのうち、レンタカー使用料に関わる税金、ホテル税などを30年間増税することにより、税金で2億9850万ドル、スタジアムの地元自治体グレンデールが950万ドル、チームが1億4700万ドルを負担することとなった。チームはスタジアムの命名権をアリゾナ大学に20年間、1億5450万ドルというNFL史上3番目となる高額で売却した。
スタジアム完成後、十分な収入を得ることができるようになった彼は潤沢な資金をもとにチームを強化しはじめ、エジャリン・ジェームス、ラリー・フィッツジェラルド、アンクワン・ボールディン、マット・ライナートなどのオフェンスタレントをそろえた。
2008年、チームは1975年以来の地区優勝を果たし（ホームスタジアムでプレーオフを迎えたのは1947年以来史上2回目だった）第43回スーパーボウルまで進出、2009年にも地区優勝を果たした。
彼は息子のマイケル、ビル・ジュニアを経営に参画させた。
2019年10月2日、逝去。88歳没。